# Kunja (przydomek)
Kunja (arab. ‏كنية‎) – rodzaj przydomku, z którym można się spotkać w kulturze arabskiej. Powstaje on poprzez odniesienie do imienia najstarszego syna lub najstarszej córki mężczyzny (abu – arab. ojciec) lub kobiety (umm – arab. matka) określanej tym przydomkiem. Przykładem takiego zastosowania jest przydomek Usamy ibn Ladina, który znany był również jako Abu Abdullah (dosł. ojciec Abdullaha).